# Prometeu encadenat

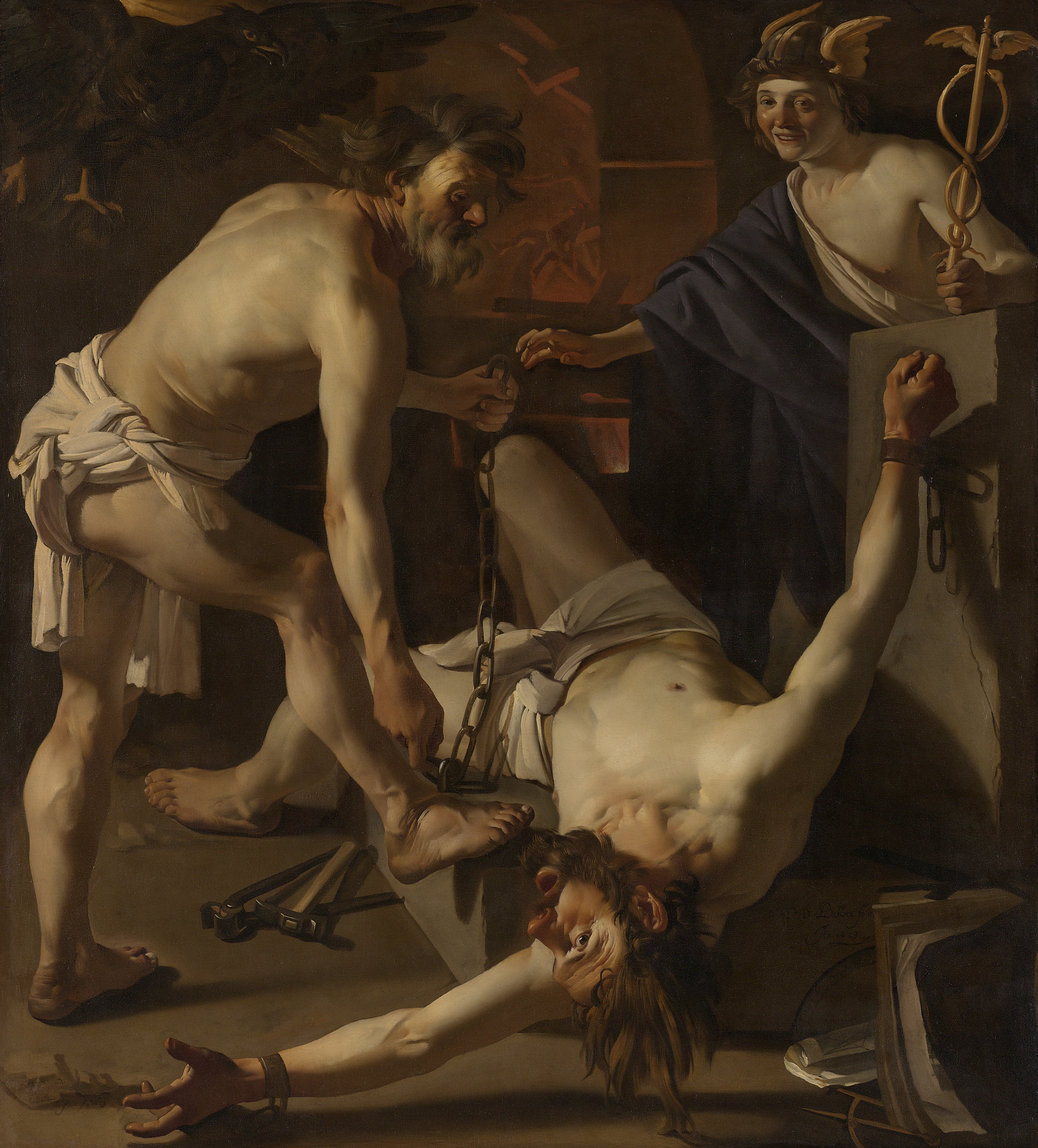
L'encadenament de Prometeu, per Dirck van Baburen.

Prometeu encadenat (grec antic: Προμηθεύς Δεσμώτης) és una tragèdia de l'antiga Grècia, tradicionalment atribuïda a Èsquil. Data del segle V aC. Hi ha proves que era la primera part d'una trilogia, però de les altres dues parts (Prometeu alliberat i Prometeu portador del foc) només en queden fragments.

## Personatges
- Cratos
- Bia
- Hefest
- Prometeu
- Hermes
- Oceà
- Io
- Cor d'Oceànides

## Argument

### Context

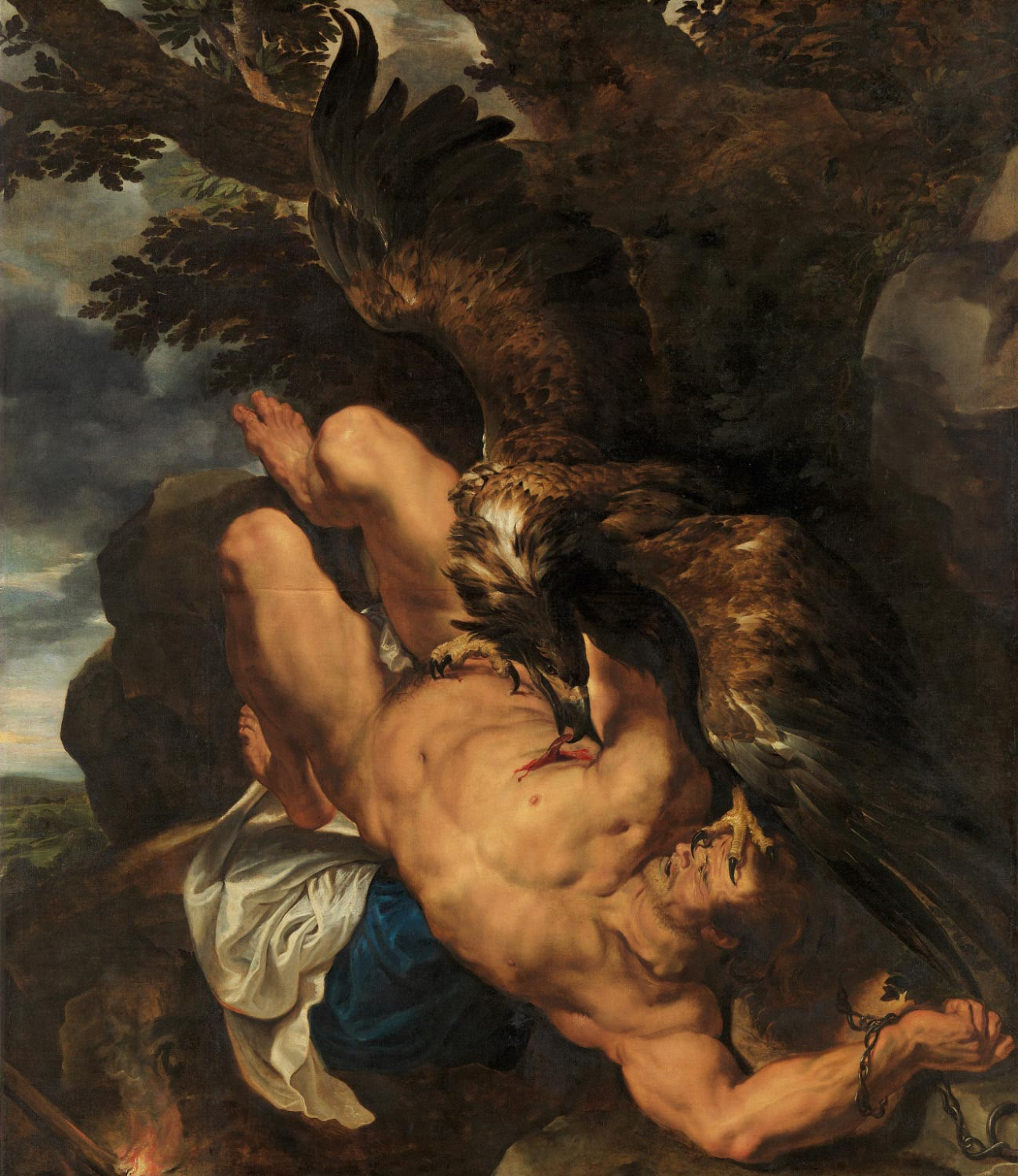
El turment de Prometeu, per Paul Rubens.

L'obra està basada en el mite de Prometeu, un tità. Prometeu havia enganyat els déus fent que rebessin la pitjor part de qualsevol animal sacrificat i els éssers humans, la millor. A més a més, havia robat el foc per donar-lo als mortals i per això fou castigat per Zeus.
Cratos i Bia, amb Hefest, empresonen Prometeu per encadenar-lo a una roca a la regió d'Escítia.

### Encadenament
Cratos força Hefest perquè faci el que havia ordenat Zeus, però Hefest dubta, perquè Prometeu és parent seu, però sap tanmateix que no pot desobeir Zeus, així que finalment fa allò que li ordenen. Una vegada encadenat, Prometeu es lamenta pel seu destí: 
Per haver proporcionat un privilegi als mortals em veig unit al jou d'aquesta necessitat, desgraciat.

### Prometeu explica l'origen dels seus mals
Un cor d'Oceànides ha vingut per intentar consolar-lo. Prometeu diu que s'estimaria més haver estat enviat al Tàrtar perquè ningú no pogués veure la seva desgràcia. També assenyala que Zeus vindrà a suplicar-li perquè, pels seus coneixements profètics, li digui qui intentarà destronar-lo de la seva condició de rei dels déus. També insisteix que no pensa dir-ho fins que no sigui alliberat.
Més endavant explica que va fer costat a Zeus en la lluita contra els titans. Això no obstant, va oposar-se que la raça dels mortals fos anihilada per Zeus, i per això els va concedir el foc perquè tinguessin esperança.
Després arriba Oceà. En primer lloc aconsella Prometeu que deixi d'injuriar Zeus, ja que podria patir càstigs pitjors i a més s'ofereix a ajudar-lo dient-li que intentarà aconseguir que l'alliberin. Prometeu, tanmateix, insisteix que es mantingui allunyat de l'afer per evitar patir ell també càstigs com ja els va passar a Atles i a Tifó. Oceà marxa i Prometeu continua explicant com va beneficiar els mortals: va ensenyar-los a predir el moviment dels estels, els números, l'escriptura, l'ús dels animals per a feines agrícoles, les medecines, l'art de l'endevinació, la manera d'interpretar els somnis, de fer senyals amb el foc i els minerals que hi ha sota terra.

### La transformació d'Io
Arriba Io, que havia estat transformada en vedella.
Io explica a les Oceànides la causa de la seva transformació: constants somnis l'havien advertit que Zeus desitjava unir-se amb ella i després de consultar i obeir els oracles, Ínac, el seu pare, l'havia expulsada i des d'aleshores s'havia transformat en vedella i havia estat vigilada per Argos Panoptes per ordre d'Hera fins que va morir, però aleshores va continuar errant pel món.

### Profecia sobre el destí d'Io
Io havia demanat a Prometeu que profetitzés quin seria el seu futur i ell li diu que després de creuar la terra dels escites, arribarà a la dels càlibs. Tot seguit havia de creuar el Caucas fins a arribar a la terra de les Amàzones, que li indicaran el camí que havia d'agafar: travessar el Bòsfor i arribar fins a Àsia. Després ha d'arribar a una plana anomenada Cístene, on viuen les Grees i les seves germanes, les Gòrgones. Havia de tenir cura amb els grifons i amb els arimaspes. Després continuar fins a la primera cascada del riu Nil i el corrent del riu la guiaria fins a un territori on ella i els seus descendents fundarien una colònia (Nàucratis). Allà, doncs, al delta del Nil, Io tornaria a ser dona i Zeus engendraria amb ella descendents. Cinc generacions més tard, cinquanta donzelles (les Danaides) tornaran a Argos i mataran els seus marits tret d'un d'ells. Entre la descendència de la donzella que no va matar el seu marit trobarà un home famós pel seu arc (Hèracles) que serà qui alliberi finalment Prometeu.

### Profecia sobre el destronament de Zeus
Prometeu explica a continuació que Zeus serà destronat a causa d'un casament del qual no pot donar cap més dada però del qual arribarà un fill més fort que el seu pare. Només podria evitar aquest destí si un descendent de Zeus l'allibera de les seves cadenes.
En aquell moment apareix Hermes, a qui Zeus havia enviat per instar Prometeu que revelés amb claredat la profecia. Prometeu es nega i indica a Hermes que prefereix ser desgraciat abans que ser un serf de Zeus. Hermes, però, l'amenaça dient-li que si es nega a parlar primer Zeus provocarà una tempesta que farà que la cimera de la muntanya sota la qual es troba encadenat caigui damunt seu, i després una àguila vindrà cada dia per menjar-li el fetge. Prometeu insisteix que no pensa cedir-hi i que tot allò que ell anuncia ell ja ho sabia d'abans.

## Traducció al català
- El Prometeu Encadenat, traducció de Ramon Torné Teixidó. Ed. La Magrana. Barcelona, 2001.
- Prometeu encadenat, traducció de Carles Riba (Fundació Bernat Metge 1933) Edicions 62, 2012.